# Центральноазиатская лягушка
Центральноазиатская лягушка (лат. Rana asiatica) — лягушка небольшого размера, водится на северо-востоке Кыргызстана, юго-востоке Казахстана и северо-западе Китая.

## Внешний вид
Внешне похожа на сибирскую лягушку.
Длина тела до 80 мм. Голова узкая, конец морды немного заострён. Кожа гладкая бурого цвета. Горло и брюхо белые.

## Места обитания
Живёт в поймах равнинных и горных речек с тихим течением. Значительную часть жизни проводит на суше. Населяет Чуйскую долину, северо-восток Тянь-Шаня, бассейн реки Или, озеро Балхаш и хребет Тарбагатай.

## Природоохранный статус
Занесена в Красную книгу Казахстана и Красную книгу Кыргызстана. Ареал уменьшается, предположительно, вытесняется озёрной лягушкой.